# Winner (Dakota Południowa)
Winner – miasto w Stanach Zjednoczonych, w stanie Dakota Południowa, siedziba administracyjna hrabstwa Tripp.